# Illumination Entertainment
Illumination Entertainment (nota semplicemente come Illumination) è una casa di produzione cinematografica statunitense fondata da Chris Meledandri nel 2007, che produce film d'animazione realizzati in CGI per conto della Universal Pictures della quale è sussidiaria.

## Storia
Meledandri lasciò la carica di presidente della 20th Century Fox Animation per fondare nel 2007 l'Illumination Entertainment. Nel 2008, venne ufficializzato l'accordo che permetteva alla Illumination di diventare la costola dell'intrattenimento d'animazione in CGI della NBC Universal, impegnandosi a produrre almeno una pellicola l'anno a partire dal 2010. E si impegnava a lasciare completamente i diritti di distribuzione in tutto il mondo alla Universal, nonostante gli venisse concesso di produrre in completa autonomia i propri film d'animazione.

## Processo di produzione
Illumination Entertainment produce film d'animazione in 3D CGI. Primo di questi è Cattivissimo me (Despicable Me), avente come protagonista Steve Carell uscito nelle sale americane il 9 luglio 2010 (il 15 ottobre in Italia). La pellicola è costata 63 milioni di dollari e nel week-end di apertura il film si è subito piazzato in prima posizione nelle classifiche dei film più visti.

## Filmografia

### Lungometraggi

#### Film distribuiti
| n. | Titolo italiano                           | Titolo originale            | Anno | Regista |
| -- | ----------------------------------------- | --------------------------- | ---- | ------- |
| 1  | Cattivissimo me                           | Despicable Me               | 2010 |         |
| 2  | Hop                                       | Hop                         | 2011 |         |
| 3  | Lorax - Il guardiano della foresta        | The Lorax                   | 2012 |         |
| 4  | Cattivissimo me 2                         | Despicable Me 2             | 2013 |         |
| 5  | Minions                                   | Minions                     | 2015 |         |
| 6  | Pets - Vita da animali                    | The Secret Life of Pets     | 2016 |         |
| 7  | Sing                                      | Sing                        | 2016 |         |
| 8  | Cattivissimo me 3                         | Despicable Me 3             | 2017 |         |
| 9  | Il Grinch                                 | The Grinch                  | 2018 |         |
| 10 | Pets 2 - Vita da animali                  | The Secret Life of Pets 2   | 2019 |         |
| 11 | Sing 2 - Sempre più forte                 | Sing 2                      | 2021 |         |
| 12 | Minions 2 - Come Gru diventa cattivissimo | Minions: The Rise of Gru    | 2022 |         |
| 13 | Super Mario Bros. - Il film               | The Super Mario Bros. Movie | 2023 |         |
| 14 | Prendi il volo                            | Migration                   | 2023 |         |
| 15 | Cattivissimo me 4                         | Despicable Me 4             | 2024 |         |
| 16 | Super Mario World                         | Super Mario World           | 2026 |         |
| 17 | Minions 3                                 | Minions 3                   | 2026 |         |
| 18 | Film senza titolo                         | Film senza titolo           | 2027 |         |

### Cortometraggi
- Rinnovamento Casa (Home Makeover)
- Giorno d'orientamento (Orientation Day)
- Banana
- Il party danzante di Phil (Phil's Dance Party)
- Carro issa! (Wagon Ho!)
- Forze della natura (Forces of Nature)
- Serenata (Serenade)

## Accoglienza

### Incassi
| Film                                      | Data di uscita USA | Incassi ($)    | Incassi ($)    | Incassi ($)    | Budget ($)    | Fonte  |
| Film                                      | Data di uscita USA | USA e Canada   | Internazionale | Mondiale       | Budget ($)    | Fonte  |
| ----------------------------------------- | ------------------ | -------------- | -------------- | -------------- | ------------- | ------ |
| Cattivissimo me                           | 9 giugno 2010      | $251 500 000   | $291 600 000   | $543 100 000   | 69 milioni    | [ 2 ]  |
| Hop                                       | 1 aprile 2011      | $108 100 000   | $75 900 000    | $184 000       | 63 milioni    | [ 3 ]  |
| Lorax - Il guardiano della foresta        | 2 marzo 2012       | $214 000       | $134 800 000   | $348 800 000   | 67,5 milioni  | [ 4 ]  |
| Cattivissimo me 2                         | 5 giugno 2013      | $368 100 000   | $602 700 000   | $970 800 000   | 76 milioni    | [ 5 ]  |
| Minions                                   | 10 luglio 2015     | $336 000       | $823 400 000   | $1 159 400 000 | 74 milioni    | [ 6 ]  |
| Pets - Vita da animali                    | 8 luglio 2016      | $368 400 000   | $507 100 000   | $875 500 000   | 75 milioni    | [ 7 ]  |
| Sing                                      | 21 dicembre 2016   | $270 400 000   | $363 800 000   | $634 200 000   | 75 milioni    | [ 8 ]  |
| Cattivissimo me 3                         | 14 giugno 2017     | $264 600 000   | $770 200 000   | $1 035 000     | 75 milioni    | [ 9 ]  |
| Il Grinch                                 | 9 novembre 2018    | $270 600 000   | $241 000       | $511 600 000   | 75 milioni    | [ 10 ] |
| Pets 2 - Vita da animali                  | 7 giugno 2019      | $158 900 000   | $272 200 000   | $431 100 000   | 80 milioni    | [ 11 ] |
| Sing 2 - Sempre più forte                 | 22 dicembre 2021   | $162 800 000   | $245 600 000   | $408 400 000   | 85 milioni    | [ 12 ] |
| Minions 2 - Come Gru diventa cattivissimo | 1 luglio 2022      | $369 700 000   | $569 900 000   | $939 600 000   | 80 milioni    | [ 13 ] |
| Super Mario Bros - Il film                | 5 aprile 2023      | $574 900 000   | $787 800 000   | $1 356 200 000 | 100 milioni   | [ 14 ] |
| Prendi il volo                            | 22 dicembre 2023   | $94 600 000    | $96 900 000    | $191 600 000   | 72 milioni    | [ 15 ] |
| Totale                                    |                    | $3 717 300 000 | $5 680 200 000 | $9 397 700 000 | 994,5 milioni | [ 16 ] |

### Critica
| Film                                      | Rotten Tomatoes      | Metacritic         | CinemaScore |
| ----------------------------------------- | -------------------- | ------------------ | ----------- |
| Cattivissimo me                           | 80% (203 recensioni) | 72 (35 recensioni) | A           |
| Hop                                       | 24% (139 recensioni) | 41 (23 recensioni) | A-          |
| Lorax - Il guardiano della foresta        | 54% (157 recensioni) | 46 (30 recensioni) | A           |
| Cattivissimo me 2                         | 75% (189 recensioni) | 62 (39 recensioni) | A           |
| Minions                                   | 55% (226 recensioni) | 56 (35 recensioni) | A           |
| Pets - Vita da animali                    | 71% (242 recensioni) | 61 (39 recensioni) | A-          |
| Sing                                      | 71% (189 recensioni) | 59 (37 recensioni) | A           |
| Cattivissimo me 3                         | 59% (199 recensioni) | 49 (37 recensioni) | A–          |
| Il Grinch                                 | 59% (195 recensioni) | 51 (32 recensioni) | A-          |
| Pets 2 - Vita da animali                  | 60% (166 recensioni) | 55 (26 recensioni) | A-          |
| Sing 2 - Sempre più forte                 | 72% (137 recensioni) | 49 (28 recensioni) | A+          |
| Minions 2 - Come Gru diventa cattivissimo | 70% (183 recensioni) | 56 (41 recensioni) | A           |
| Super Mario Bros - Il Film                | 59% (273 recensioni) | 46 (53 recensioni) | A           |
| Prendi il volo                            | 72% (72 recensioni)  | 58 (18 recensioni) | A           |
| Cattivissimo me 4                         | 53% (101 recensioni) | 50 (28 recensioni) | A           |